# Бек, Александр Альфредович
Алекса́ндр Альфре́дович Бек (21 декабря 1902 [3 января 1903], Саратов — 2 ноября 1972, Москва) — русский советский писатель, военный корреспондент.

## Биография
Родился в семье генерала медицинской службы, главного врача военного госпиталя Альфреда Владимировича Бека. Окончил 2-е Саратовское реальное училище.
В 1919 году вступил в Красную Армию. В Гражданскую войну служил на Восточном фронте под Уральском и был ранен. Привлёк к себе внимание главного редактора дивизионной газеты, по его заказу написал несколько репортажей, с чего и началась его литературная деятельность. После этого стал первым редактором газеты «Красное Черноморье».
Стал писать очерки и рецензии для газет «Комсомольская правда», «Известия». С 1931 года сотрудничал в редакциях «История фабрик и заводов» и «Люди двух пятилеток», в созданном по инициативе М. Горького «Кабинете мемуаров».
В Великую Отечественную войну вступил в Московское народное ополчение, в Краснопресненскую стрелковую дивизию. Участвовал в боевых действиях под Вязьмой в качестве военного корреспондента. Дошёл до Берлина, где встретил День Победы.
В 1956 году был членом редколлегии альманаха «Литературная Москва».
В свои последние годы жил в Москве, в доме ЖСК «Московский писатель» по адресу улица Черняховского, дом 4. Анджей Дравич писал в своих мемуарах «Поцелуй на морозе», что Бек «изображал юродивого, это помогало пережить страшное время, но понимал всё».
Похоронен в Москве, на Головинском кладбище.

## Награды
- Медаль «За оборону Москвы»[7].
- Медаль «За победу над Германией в Великой Отечественной войне 1941—1945 гг.»[7].

## Личная жизнь
- Жена — писатель и архитектор Наталия Всеволодовна Лойко (1908—1987), её первым мужем был прозаик Александр Шаров.
  - Приёмный сын[8] — экономист Михаил Александрович Бек (1940—2018).
  - Дочь — поэт и литературный критик Татьяна Бек (1949—2005).

## Творчество
Первая повесть Бека «Курако» написана в 1935 году по впечатлениям от поездки на новостройку в город Новокузнецк.
Самая известная повесть Бека «Волоколамское шоссе» была написана в 1942—1943 годах. Она стала любимым произведением Фиделя Кастро и Че Гевары. Главным героем повести стал Герой Советского Союза командир батальона старший лейтенант (впоследствии гвардии полковник, командир дивизии) Бауыржан Момыш-Улы. Продолжением этой повести стали написанные в 1960 году повести «Несколько дней» и «Резерв генерала Панфилова».
После войны Бек написал серию очерков о Маньчжурии, Харбине и Порт-Артуре. Ряд его произведений посвящён металлургам (сборник «Доменщики», повести «Новый профиль», роман «Молодые люди»).
Прототипом главного героя написанного в 1956 году романа «Талант (Жизнь Бережкова)» стал крупнейший конструктор авиационных двигателей А. А. Микулин.
В центре написанного в 1965 году романа «Новое назначение» И. Ф. Тевосян, занимавший при И. В. Сталине должность министра металлургической промышленности и чёрной металлургии. В романе не звучали диссидентские взгляды, однако он был снят из номера после того, как был объявлен к публикации в журнале «Новый мир». Определённую роль в запрещении романа сыграла вдова Тевосяна О. А. Хвалебнова, решившая, что «Новое назначение» раскрывает лишние подробности частной жизни её покойного супруга. Роман был впервые опубликован в ФРГ в 1972 году, а в СССР — только в 1986 году.
Неоконченный роман «На другой день» (1967—1970 годов), впервые опубликованный в 1989 году (журнал «Дружба народов», 1989 год, № 8—9), посвящён молодости И. В. Сталина.

## Экранизации
- 1967 — За нами Москва (экранизация повести «Волоколамское шоссе»)
- 1970 — Сохранившие огонь  (экранизация повести «Письмо Ленина»)
- 1979 — Талант (экранизация романа «Талант (Жизнь Бережкова)»)
- 1983 — День командира дивизии (экранизация очерка «День командира дивизии» из сборника «Несколько дней»)
- 1990 — Канувшее время (экранизация романа «Новое назначение»)